# RoboCop (quadrinhos)
RoboCop refere-se às inúmeras séries de histórias em quadrinhos baseadas na franquia cinematográfica homônima.

O personagem principal é um cibernético policial de Detroit, que começa como um policial humano chamado Alex J. Murphy, que é morto no cumprimento do dever por uma gangue de crime vicioso. Posteriormente, Murphy é transformado em entidade ciborgue pela megacorporação Omni Consumer Products (OCP). Desde sua estréia filme de 1987, o personagem RoboCop e e sua franquia tiveram diversos spin-offs, incluindo múltiplas séries e minisséries de quadrinhos em curso.

Os quadrinhos da franquia foram publicados pelas editoras Marvel, Dark Horse Comics, Avatar Press e Dynamite Entertainment.

Em 2014, em virtude do lançamento do reboot dirigido pelo brasileiro José Padilha, a BOOM! Studios conseguiu a licença para publicar novas histórias..

## No Brasil
A Estréia de quadrinhos de RoboCop no Brasil se deu na revista Aventura e Ficção #8 da Editora Abril em Junho de 1991